# Lišane Ostrovičke
Lišane Ostrovičke su općina u Hrvatskoj, u Zadarskoj županiji. 

## Zemljopis
Lišane Ostrovičke nalaze se na državnoj cesti Benkovac-Skradin i željezničkoj pruzi Zadar – Knin, na istočnom rubu Ravnih kotara. U sklopu općine su i naselje Dobropoljci, koje se nalazi u krševitom području Bukovice, te naselje Ostrovica.

## Stanovništvo
Općina ima 698 stanovnika, koji najvećim dijelom žive u samome naselju Lišane Ostrovičke (583 stanovnika). Hrvati čine 87,25% stanovništva, a najveća manjina su Srbi, koji čine 12,46% stanovništva općine.

### Popis stanovništva 1991.
ukupno: 1636
Po narodnosti:
- Hrvati - 921 (56,29 %)
- Srbi - 698 (42,66 %)
- ostali - 17 (1,03 %)

Po naseljenim mjestima:
- Lišane Ostrovičke - uk. 892, Hrvati - 884, ostali - 8
- Dobropoljci - uk. 494, Srbi - 471, Hrvati - 18, ostali - 5
- Ostrovica - uk. 250, Srbi - 227, Hrvati - 19, ostali - 4

| broj stanovnika | 996   | 1662  | 1184  | 1196  | 1311  | 1475  | 1859  | 1741  | 1898  | 2064  | 2079  | 1949  | 1793  | 1636  | 764   | 698   | 593   |
|                 | 1857. | 1869. | 1880. | 1890. | 1900. | 1910. | 1921. | 1931. | 1948. | 1953. | 1961. | 1971. | 1981. | 1991. | 2001. | 2011. | 2021. |

| broj stanovnika | 326   | 752   | 453   | 498   | 530   | 687   | 908   | 811   | 924   | 1007  | 1046  | 1062  | 980   | 892   | 680   | 583   | 509   |
|                 | 1857. | 1869. | 1880. | 1890. | 1900. | 1910. | 1921. | 1931. | 1948. | 1953. | 1961. | 1971. | 1981. | 1991. | 2001. | 2011. | 2021. |

## Uprava
Općina Lišane Ostrovičke je nastala izdvajanjem iz sastava dotadašnje općine Benkovac. Pripadaju joj naselja Dobropoljci, Lišane Ostrovičke i Ostrovica.

## Povijest
Na području općine se nalazi znamenita srednjovjekovna tvrđava Ostrovica, posjed Bribirskih knezova koji su je 1347. godine zamijenili za utvrdu Zrin i od tada se nazivaju knezovi Zrinski. Godine 1523. Ostrovicu zauzimaju Turci. Potpuno je razorena u mletačko-turskim ratovima u 17. stoljeću. Nakon tog vremena raste značenje Lišana Ostrovičkih, koji postaju važnije naselje od same Ostrovice, a od 1735. i sjedište katoličke župe. Od 1828. prostor općine je u sastavu Šibenske biskupije.
U Domovinskom ratu, ovo područje su u rujnu 1991. okupirale srpske snage i potpuno razorile Lišane. Nakon oslobođenja, selo je obnovljeno i vratio se najveći dio izbjeglih Hrvata.

## Spomenici i znamenitosti
- Ostatci srednjovjekovne tvrđave Ostrovica, posjed Bribirskih knezova[5]
- Svetište Svetog Nikole Tavelića u Lišanima[6][7]

## Obrazovanje
- Osnovna škola Ivan Goran Kovačić

## Kultura
- Kulturno umjetničko društvo „Sv. Nikola Tavelić” - izvodi orzanje, oblik ojkanja[8]

## Šport
- Malonogometni klub „Lišane”
- Boćarski klub „Lišane”

## Vanjske poveznice
|  | Portal Hrvatske: pristup člancima s tematikom o Hrvatskoj |